# Толпуховское сельское поселение
Толпуховское сельское поселение — муниципальное образование в Собинском районе Владимирской области.
Административный центр — деревня Толпухово.

## География
Территория поселения расположена в северо-восточной части района.

## История
В 1976 году центр Добрынинского сельсовета был перенесен в деревню Толпухово, а сельсовет переименован в Толпуховский.
Толпуховское сельское поселение образовано 6 мая 2005 года в соответствии с Законом Владимирской области от 06.05.2005 № 38-ОЗ. В его состав вошли территории бывших Кишлеевского и Толпуховского сельсоветов.

## Население
| 2010  | 2011  | 2012  | 2013  | 2014  | 2015  | 2016  | 2017  | 2018  |
| ----- | ----- | ----- | ----- | ----- | ----- | ----- | ----- | ----- |
| 2461  | ↘2449 | ↘2425 | ↗2537 | ↗2539 | ↘2462 | ↘2455 | ↘2445 | ↘2400 |
| 2019  | 2020  | 2021  |       |       |       |       |       |       |
| ↘2323 | ↘2312 | ↘2104 |       |       |       |       |       |       |

## Состав сельского поселения
В состав поселения входит 25 населённых пунктов:
| №  | Населённый пункт | Тип населённого пункта          | Население |
| -- | ---------------- | ------------------------------- | --------- |
| 1  | Азиково          | деревня                         | →29       |
| 2  | Безводное        | деревня                         | ↗19       |
| 3  | Богатищево       | деревня                         | ↗11       |
| 4  | Бухолово         | деревня                         | ↘21       |
| 5  | Волосово         | село                            | ↘242      |
| 6  | Даниловка        | деревня                         | ↘6        |
| 7  | Добрынино        | деревня                         | ↗90       |
| 8  | Ермонино         | деревня                         | ↘220      |
| 9  | Жерехово         | село                            | ↘133      |
| 10 | Кишлеево         | село                            | ↘287      |
| 11 | Коверлево        | деревня                         | ↘8        |
| 12 | Крутой Овраг     | деревня                         | ↘0        |
| 13 | Лучинское        | деревня                         | ↘118      |
| 14 | Михлино          | деревня                         | ↘2        |
| 15 | Монаково         | деревня                         | ↗14       |
| 16 | Никулино         | деревня                         | ↗13       |
| 17 | Орехово          | деревня                         | ↗17       |
| 18 | Подвязье         | деревня                         | →5        |
| 19 | Рыжково          | деревня                         | ↗33       |
| 20 | Сулуково         | деревня                         | ↗31       |
| 21 | Таратинка        | деревня                         | ↗30       |
| 22 | Толпухово        | деревня, административный центр | ↘744      |
| 23 | Чурилово         | деревня                         | ↗9        |
| 24 | Шелдяково        | деревня                         | ↘12       |
| 25 | Ягодное          | деревня                         | ↗10       |